# Chotyn
Chotyn (Oekraïens: Хотин, Russisch: Хотин; Chotin, Roemeens: Hotin, Pools: Chocim) is een stad in de Oekraïense oblast Tsjernivtsi, gelegen op de rechteroever van de Dnjestr. In 2004 telde de stad 11.124 inwoners, waarmee het de grootste plaats van Noord-Bessarabië is. Bij Chotyn bevindt zich een vesting van groot historisch belang.
De vesting van Chotyn maakte vanaf de 15de eeuw deel uit van een reeks door woiwode Stefanus de Grote van Moldavië gestichte kastelen langs de Dnjestr. In de 17de eeuw was Chotyn een twistappel tussen het Pools-Litouwse Gemenebest en het Ottomaanse Rijk, terwijl in de 18de eeuw de Rusland de vesting herhaaldelijk op de Ottomanen trachtte te veroveren. Bekende veldslagen vonden er plaats in 1621, 1673 en in 1739: in 1621 onderscheidde zich hier de Pools-Litouwse veldheer Jan Karol Chodkiewicz tegen de Ottomanen, in 1673 de Pools-Litouwse vorst Jan Sobieski, eveneens tegen de Ottomanen, en in 1739 boekten de Russen hier een overwinning op de Ottomanen, die door Michail Lomonosov in een beroemd gedicht bezongen werd.
Niettemin verloren de Ottomanen, die de suzereiniteit over Moldavië uitoefenden, de vesting pas definitief in 1806. In dat jaar viel Chotyn opnieuw in handen van Rusland, wat in 1812 door de Vrede van Boekarest werd bekrachtigd. Met de rest van Bessarabië werd Chotyn, dat destijds vooral Oekraïense en Joodse inwoners had, in 1918 Roemeens. Eind januari 1919 vond er een opstand tegen de aansluiting met Roemenië plaats. De stad bleef tot 1940 in Roemeense handen: in dat jaar werd Bessarabië door de Sovjet-Unie bezet. In de oorlogsjaren 1941-1944 was Chotyn weer Roemeens, waarna wederom aansluiting bij de Sovjet-Unie volgde. Evenals het uiterste zuiden van Bessarabië werd Chotyn niet bij de Moldavische SSR, maar bij de Oekraïense SSR ingedeeld. Sinds de laatste unierepubliek in 1991 onafhankelijk werd behoort Chotyn tot Oekraïne.
Het kasteel verloor in de 19de eeuw zijn militaire functie en werd in de 20ste eeuw een belangrijke toeristische trekpleister en een geliefde filmlocatie voor historische sovjetfilms.